# Vico Consorti

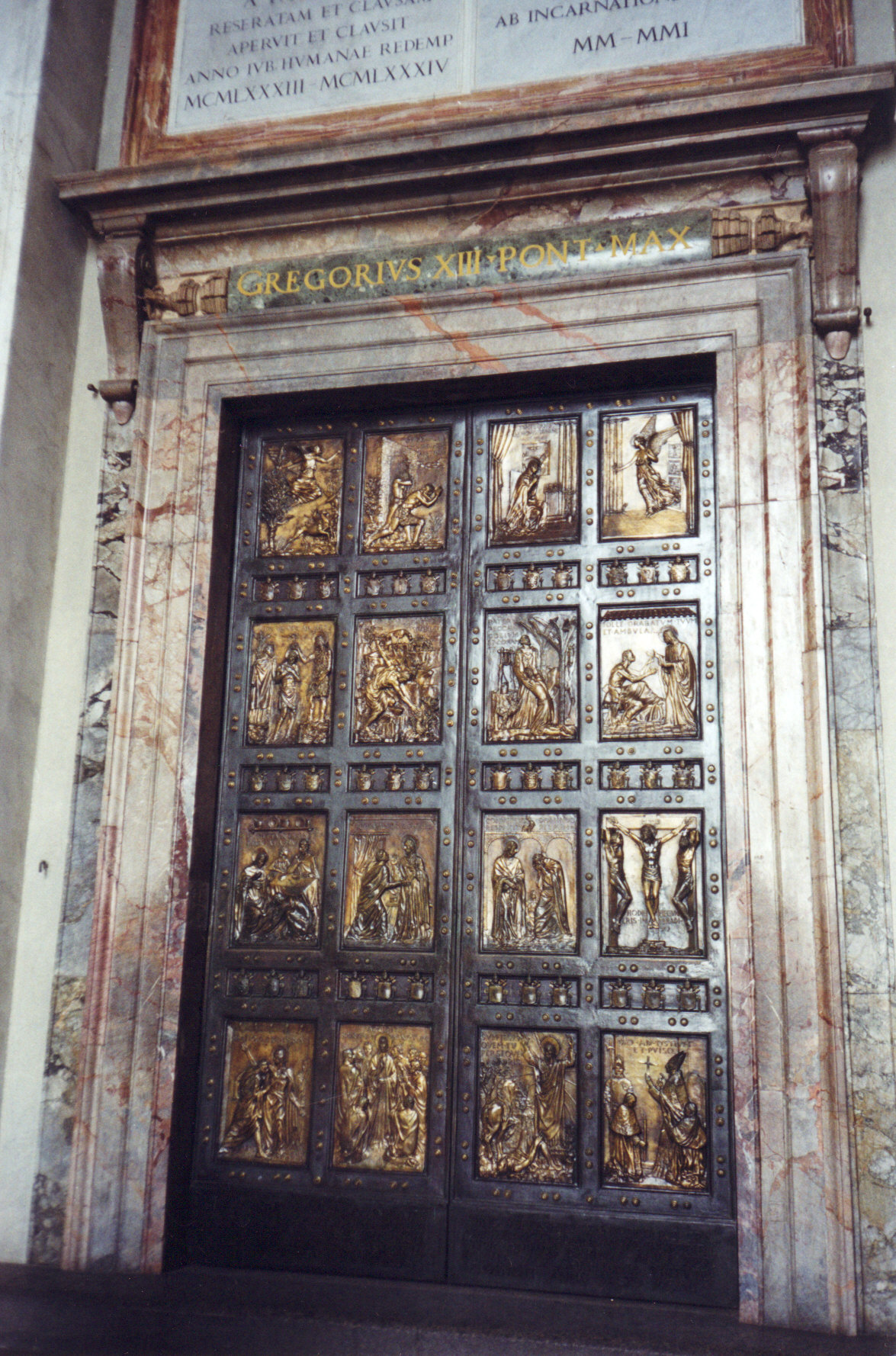
Dveře Svaté brány v bazilice sv. Petra v Římě

Lodovico (Vico) Consorti (29. července 1902 Roccalbegna – 1. července 1979 Siena) byl italský sochař.

## Dílo
Nejznámějším jeho dílem se stala Svatá brána ve svatopetrské bazilice ve Vatikánu, kterou vytvořil, po vyhrané soutěži o tuto práci s jinými sochaři, v roce 1950.
V Itálii vytvořil díla v Semprosianu, Veroně, Sieně, Livornu a Neapoli. Jako sochař vytvořil v kolumbijské v Bogotě Památník hrdinů (Monumento a Los Héroes) a tvořil v bogotském arcibiskupském paláci.